# Ремшајд
Ремшајд (њем. Remscheid) град је у њемачкој савезној држави Северна Рајна-Вестфалија. Посједује регионалну шифру (AGS) 5120000, NUTS (DEA18) и LOCODE (DE RED) код.

## Географски и демографски подаци
Град се налази на надморској висини од 96–379 метара. Површина општине износи 74,6 km². У самом граду је, према процјени из 2010. године, живјело 111.422 становника. Просјечна густина становништва износи 1.494 становника/km².

## Међународна сарадња
| Мјесто  | Држава               | Врста сарадње | Од    |
| ------- | -------------------- | ------------- | ----- |
| Кимпер  | Француска            | партнерство   | 1971. |
|         | Словачка             | партнерство   | 1989. |
| Вансбек | Уједињено Краљевство | партнерство   | 1978. |
| Извор   |                      |               |       |